# Walker-tó

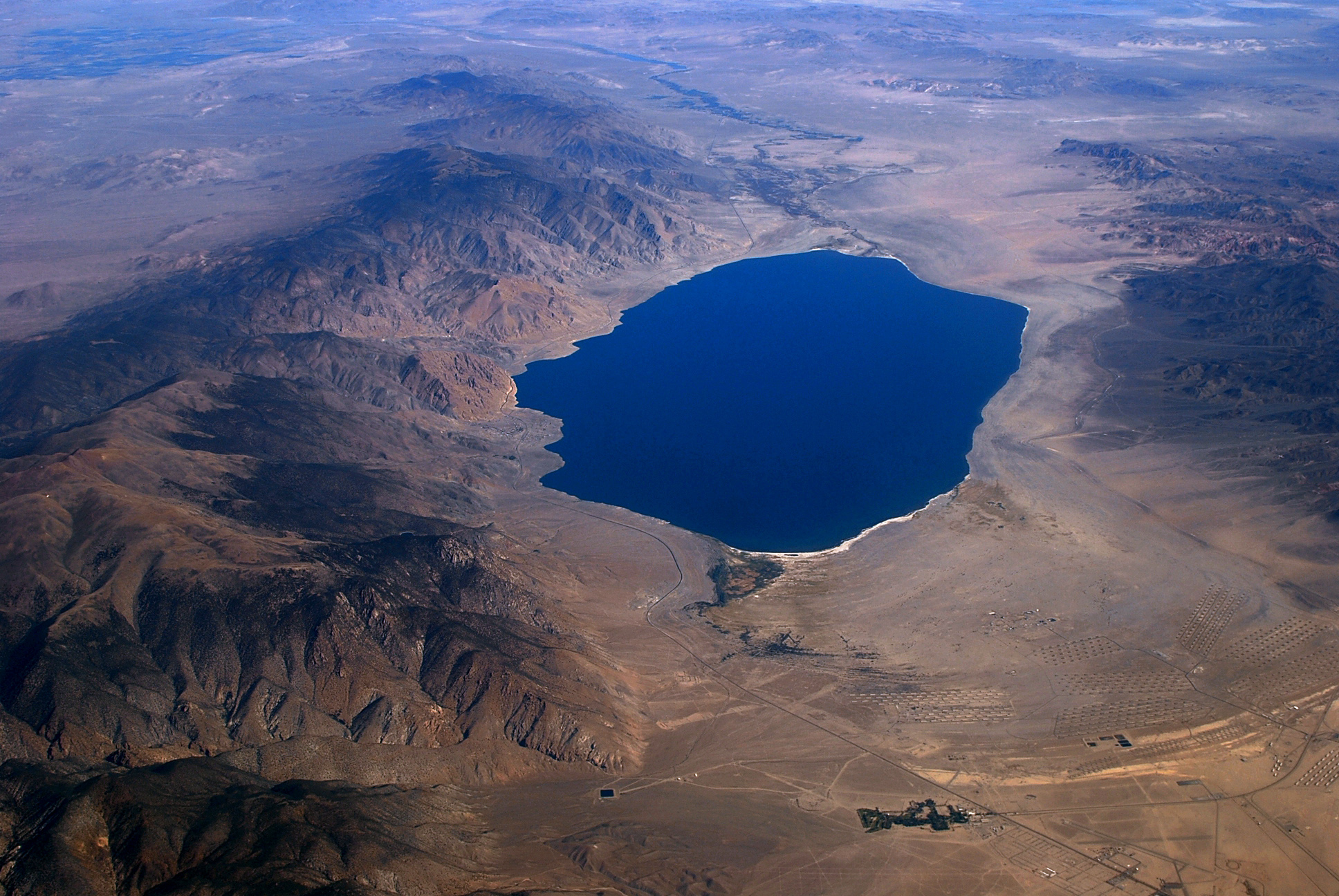
Lake Walker, légi felvétel

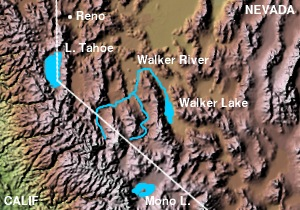
Lake Walker és a Walker-folyó

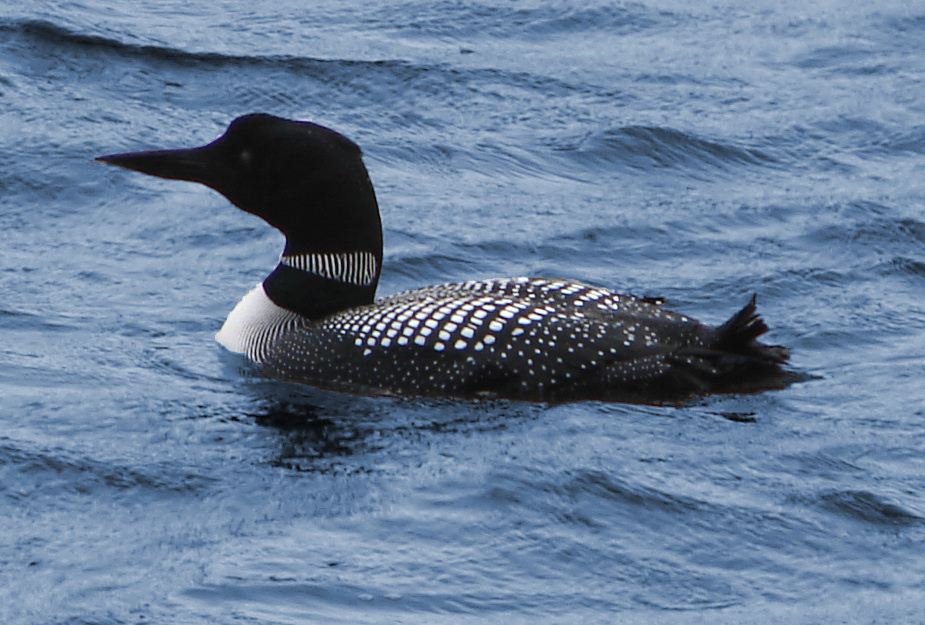
Jeges búvár (Gavia immer)

A Walker-tó (Lake Walker) egy természetes lefolyástalan tó az Egyesült Államokban, Nevada államban.
A tó felülete 130 km² és nincs kifolyása. A tavat a Walker-folyó táplálja, mely a Sierra Nevadából érkezik 100 km hosszon. 2100 évvel ezelőtt, a tó számos alkalommal kiszáradt, feltehetően a folyó időszakos eltérülése miatt.
A tó környékén élnek a pajute indiánok. A 19. században a tó körüli mezőgazdasági aktivitás növekedése miatt a tó szintje lecsökkent. Az alacsonyabb vízszint azt eredményezte, hogy a feloldott ásványi sók koncentrációja megnőtt, és sok hal számára ez mérgező lett. A halak pusztulása kihatott a madárvilágra is.
2009-ben törölték a búvárfélék vonulása alkalmából évente megrendezett Loon Festival-t, mert a halhiány nem vonzott elegendő vonuló madarat a tóhoz.
Az USA kormánya erőfeszítéseket tesz, hogy megnövelje a Walker-tó vízszintjét járulékos vízellátó rendszerrel, és ezzel megmentse a költöző madarak fészkelő helyeit. A tó nyugati oldalán egy rekreációs terület működik. A közelben található völgyben van a hadsereg egyik legnagyobb lőszerraktára.